# Barbara Hofmeister
Barbara Hofmeister (1954) es una deportista de la RDA que compitió en natación. Ganó dos medallas en el Campeonato Europeo de Natación de 1970.

## Palmarés internacional
| Campeonato Europeo | Campeonato Europeo | Campeonato Europeo | Campeonato Europeo |
| Año                | Lugar              | Medalla            | Prueba             |
| ------------------ | ------------------ | ------------------ | ------------------ |
| 1970               | Barcelona (España) | Medalla de oro     | 4 × 100 m estilos  |
| 1970               | Barcelona (España) | Medalla de plata   | 200 m espalda      |